# 西部樂園

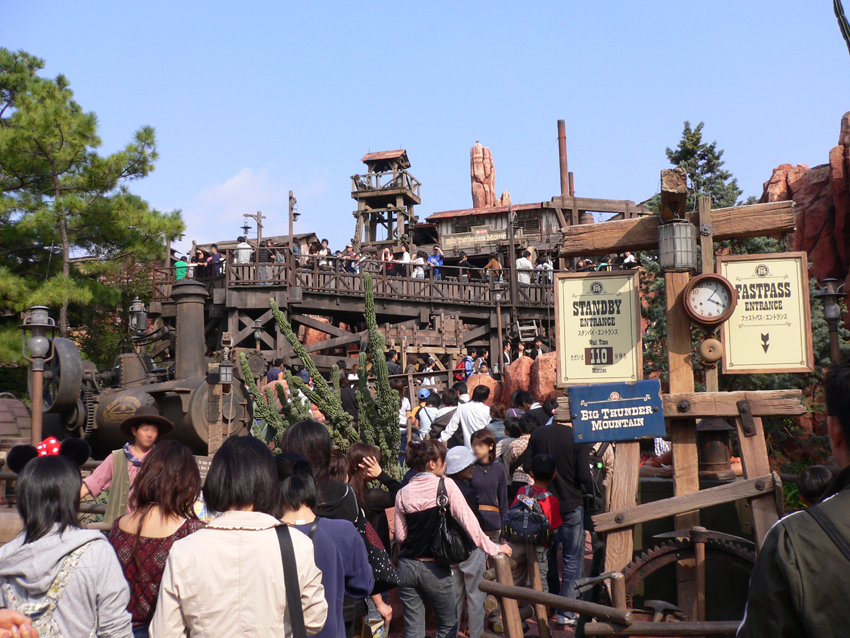
美國西部世界中的巨雷山

西部樂園是東京迪士尼樂園中的一個園區，相當於別的國家的迪士尼的“邊域世界”，改成美國西部世界是因為當時日本人對於美國文化不熟悉，對美國人來說的“邊域”對日本人來說只能認知成“美國西部”，所以變成了現在的樣子。東京迪士尼樂園的例子被稱為“西部地區”，因為“邊界”並沒有充分地轉化為日語。 “馬克吐溫”航行於這個公園的美國河流。 除了放置的不同，以及色彩，主題和名稱的細微變化之外，這片土地與魔幻王國的Frontierland和Liberty Square地區非常相似。

2015年，將湯姆索亞島改為以迪士尼「Junior Woodchucks(少年軍校)」漫畫及短篇動畫系列為主題的區域「Camp Woodchucks」，於2016年11月22日開幕。

### 景點和娛樂
- 大雷山
- 國家熊劇院
- 鑽石馬蹄
- 馬蹄綜合報導
- 馬克吐溫河船
- Pecos Goofy的邊境版本
- 超級Duper Jumpin'時間
- 湯姆索亞島筏
- 西部樂園射擊館

### 餐廳和點心
- 廣場館餐廳
- 鑽石馬蹄餐廳
- 酸黃瓜酒吧
- 一英里長酒吧
- 餓熊餐廳
- 露營廚房
- 食堂
- 查克旅行車

### 商店
- 邊境木工
- 西式服裝
- 一般商店
- 西部照相館
- 交易後
- 國家熊班車